# アウグストゥスのフォルム
アウグストゥスのフォルム（ラテン語: Forum Augustum, フォルム・アウグストゥム）は、古代ローマ時代のローマに造られたフォルム（公共広場）。広場の奥には軍神（復讐の神）マルスの神殿が置かれていた。

## 歴史

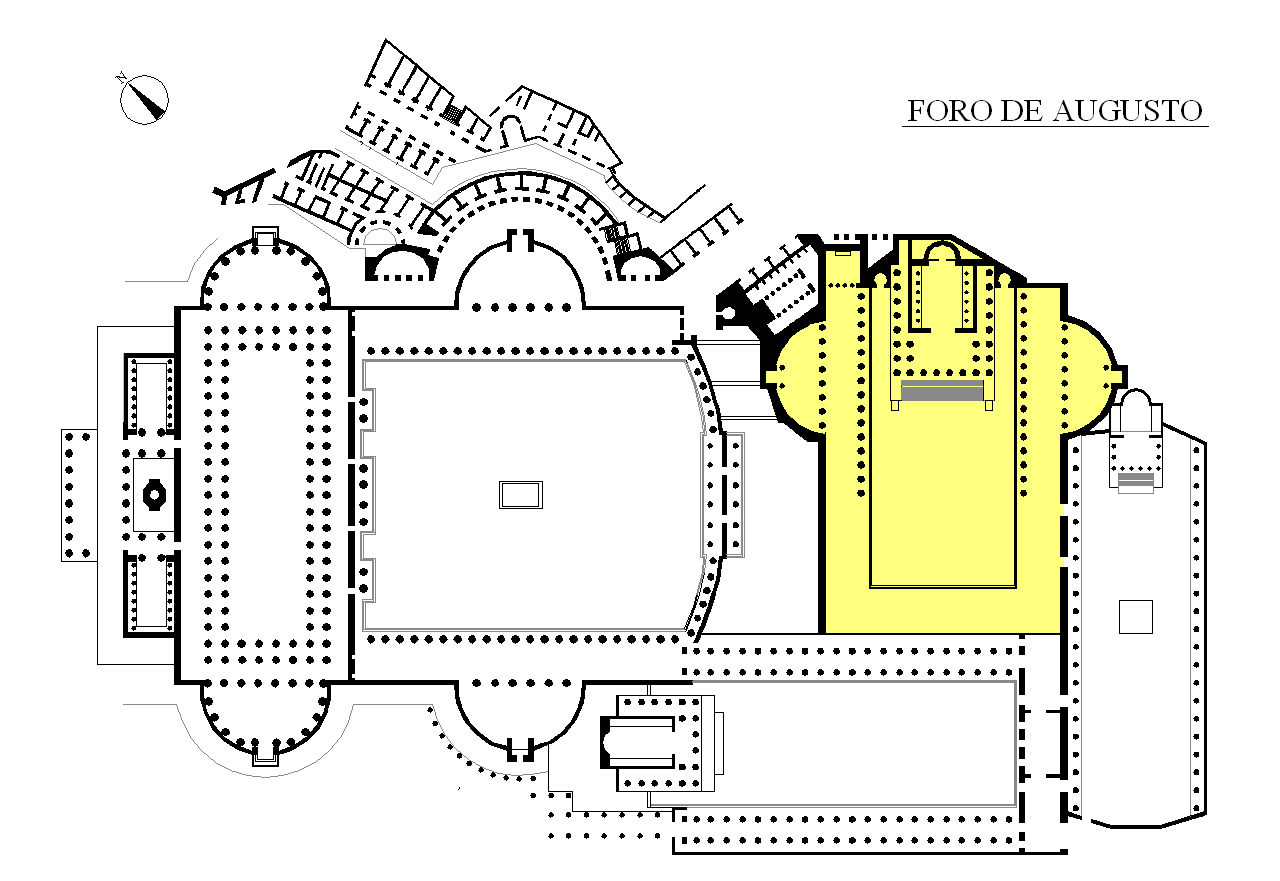
皇帝たちのフォルム内での位置

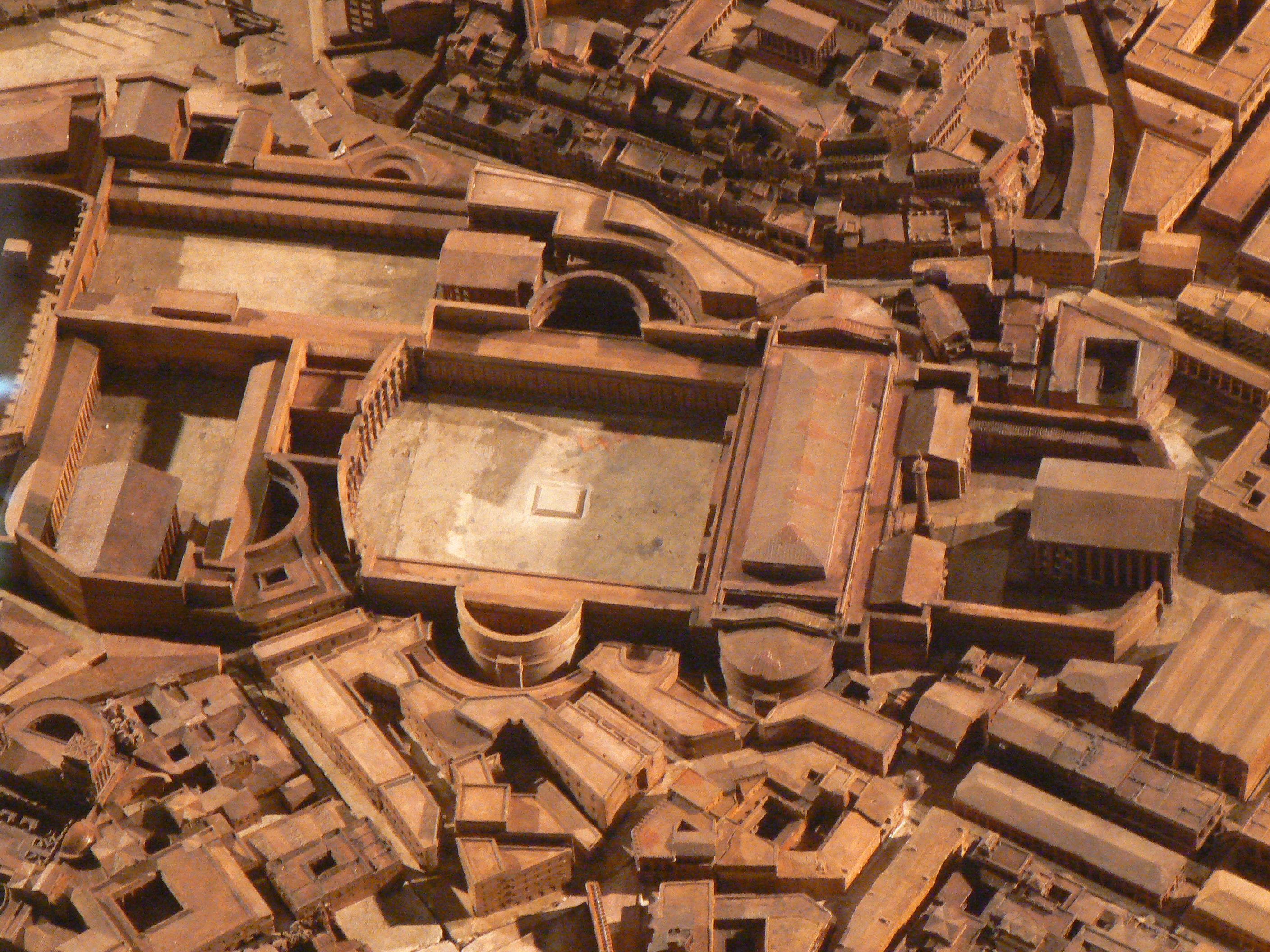
4世紀頃の皇帝たちのフォルム

紀元前42年、フィリッピの戦いに臨んだ第二回三頭政治時代のオクタウィアヌス（後のアウグストゥス）は、軍神マルスを祀る神殿を建てることを誓った。ブルトゥスやカッシウスを滅ぼし戦に勝利したオクタウィアヌスは、養父ユリウス・カエサルの復讐を果たした。その後、政敵のアントニウスやポンペイウスを下し、紀元前27年にプリンケプス（元老院の第一人者）となり、事実上のローマ帝国初代皇帝に就任した。皇帝となり、名をアウグストゥスと改めた彼は、皇帝たちのフォルムに自身の名前を付けたフォルムの建設を始める。ローマ市民に対しては、カエサルのマルス神殿建設計画を引き継ぐものであると説明していたが、実際は神格化された義父カエサルの威光を、後継者の自身に向けさせるための巧妙な仕掛けでもあった。
紀元前20年頃、ようやくアウグストゥスのフォルムの建設が始まったが、取得していた土地の広さでは予定された建築物が造れないことがわかった。この問題を解決するために周辺の土地を強制収用するのではなく、建物の設計を変更することにより問題解決を行ったため、建設期間が長期化した。フォルムが完成したのは、紀元前2年のことであった。
112年に隣接地に開設されたトラヤヌスのフォルムに多くの機能が移り、アウグストゥスのフォルムは半ば放棄されたにみえたが、その後ハドリアヌス帝が建物の改修を行ったことが分かっている。ローマ帝国末期でも、フォルムのエクセドラ部分では教育や文化活動が行われていたようである。395年以降、このフォルムが機能していたという記録は無い。発掘調査の結果、6世紀頃に戦乱か地震により建物は崩壊したと推定されている。9世紀には、その跡地に修道院が建設されるなど、ここに大規模なフォルムが存在したことは忘れられていった。